# 미쓰비시 자동차공업
미쓰비시 자동차공업 주식회사(三菱自動車工業株式会社, 문화어: 미쯔비시 자동차공업 주식회사)는 일본의 자동차 제조 회사의 하나로, 1970년에 미쓰비시 중공업에서 독립했다. 2016년에 닛산자동차에 인수된 이래 르노-닛산-미쓰비시 얼라이언스의 회원사이다.

## 개요
미쓰비시 중공업과 크라이슬러와의 합병 사업으로서 출발해, 1993년까지 크라이슬러와 자본 제휴를 하고 있었다. 그 후 2000년부터 독일에 본거지를 둔 다임러 크라이슬러와 자본제휴 관계가 되었지만, 현재는 해소되었다. 기술제휴 관계는 현재에도 계속되고 있어서, 현대자동차의 직렬 4기통 엔진인 세타엔진의 개발에도 같이 참여하기 위해 GEMA라는 법인을 만들기도 했다.
2003년에는 트럭이나 버스 등의 대형 상용차 사업을 분사화했다.(미쓰비시후소트럭·버스를 참조)
자동차 경주 분야의 힘을 기울여, 월드 랠리 챔피언십(WRC)이나 파리 다카르 랠리에 참전해, 종합 우승을 처음으로 한 좋은 성적을 많이 남기고 있다. 「랜서 에볼루션」과 「파제로」는 너무도 유명하다. 또한 일본 프로 축구 J리그의 우라와 레즈의 모회사이기도 하다.
현대자동차의 창업 초기부터 2000년대 초반까지 가솔린/디젤 엔진 기술 및 메커니즘 계통을 뒷받침해 준 회사이기도 하였으며, 대한민국 최초의 고유모델이자 보기 드문 후륜구동 해치백 승용차인 포니 역시 랜서의 후륜구동 플랫폼 및 미쓰비시의 4기통 새턴 엔진을 갖고 와서 제작하였다. 거기에 특이한 엔진음으로 유명한 간판 4기통 엔진이었던 시리우스 엔진 역시 현대자동차의 다양한 차종들에 이용되었다. 그러나 갈수록 현대자동차에 명성에서 밀리기 시작하였고, 데보네어 2세대(대한민국에서는 그랜저로 팔림)는 현대자동차에 밀려 미쓰비시 자동차의 종말을 불러왔다.
2008년 9월 22일 대한민국에 정식으로 판매를 개시했으나, 지나치게 비싼 가격으로 인한 판매 부진으로 당시 수입사였던 MMSK가 청산하여 철수했고, 2012년에 범 한진가의 자동차 딜러인 CXC를 통해 판매를 재개했지만 역시 부진을 면하지 못해 2013년 7월에 잠정적으로 수입이 중단되었다가 그 해 10월에 다시 철수했다. 따라서 대한민국에 재진출할 가능성은 거의 없다. 하이브리드 자동차의 개발보다는 전기 자동차의 양산을 주로 연구하고 있으며 미드십 리어 엔진 경승용차인 i를 베이스로 한 양산형 전기 자동차인 i-MIEV(아이-미브)를 개발하였고 대한민국에서도 테스트했다.
1976년~1982년경까지 미쓰비시의 이니셜인 알파벳 M을 본뜬 엠블럼을 붙이고 있었지만 이스즈나 혼다와 혼동되기 쉬웠기 때문에 1980~1990년대에는 영문 사명의 약자 "MMC"를 심볼 마크로 삼아, 스리 다이아몬드도 사라졌던 시기도 있었지만(후소의 중대형 상업차의 스티어링 휠에는 제대로 스리 다이아몬드가 각인되어 있었다), 인터넷에서의 도메인명 "mmc.co.jp"가 같은 미쓰비시 그룹의 미쓰비시 마테리얼에 먼저 사용된 것도 있어서 현재 MMC는 구문으로의 뉴스 보도 이외에는 사용되고 있지 않다. 미쓰비시 후소 버스제조에서는 MMC 로고가 2003년경까지 창문 유리에 사용되었다.
자동차 검사에서는 "미쓰비시"라고 표기되지만, 일반적인 통칭은 "미쓰비시 자동차"이다. "미쓰비시 자공(三菱自工)이라고 줄이는 경우도 있다.(예: 미즈시마임해철도의 미쓰비시자공앞역)
그러나 1990년대 후반에 잇따른 도덕적 해이와 극우 기업 논란으로 인하여 급격히 내리막길을 걷고 있으며, 전술했듯이 대한민국에도 진출했다가 실적 부진으로 철수했다. 거기에 해외 현지공장을 대거 폐쇄하였다.
2016년 5월 12일 르노의 계열사인 닛산 자동차가 2,000억 엔에 인수하여 르노-닛산 계열로 넘어갔다. 2016년 기준으로 닛산이 인수한 지분은 35%라고 한다.
2020년 유럽 시장에서 실적 악화로 인해 철수할 예정이다.

### 주요 개발·생산 거점
- 미즈시마제작소 (오카야마현 구라시키시) - 일부 승용차, 경자동차 전차종, 경자동차용 파워 트레인의 제조.
- 나고야제작소 (아이치현 오카자키시) - 신형차 연구·개발 거점.
  - 오카자키 공장(동상) - 일부 승용차의 제조.
  - 오에 공장 (아이치현 나고야시 미나토구) - 2001년에 폐쇄. 같은 부지의 후소 오오에 버스 공장은 존속.
- 파워트레인 제작소 - 승용차용 파워트레인의 설계, 제조
  - 교토 공장 (교토부 교토시 우쿄구)
  - 시가 공장 (시가현 고난시)
- 파제로 제조 주식회사 (기후현 가모군 사카호기정) - 파제로, 델리카 D:5의 제조 담당. 2021년 파제로의 단종 이후 폐쇄되었으며, 델리카 D:5는 나고야 제작소에서 계속 생산된다.
- 토카치 연구소 (홋카이도 가토군 오토후케정) - 신형차의 테스트 주행 등
- 도쿄 디자인 스튜디오 (도쿄도 미나토구) - 본사에 병설되어 있다. 예전에는 도쿄 미쓰비시 자동차 판매 다마 뉴타운점 (도쿄도 다마시)의 옆에 거점을 두고 있었지만, 현재는 이동에 따라 디자인 스튜디오는 폐쇄되어 있다.

### 차종
- 시판
  - 미쓰비시 eK/eK 스페이스
  - 아웃랜더
  - 델리카 D:5
  - 델리카 D:2
  - 챌린저
- 단종
  - 디그니티
  - 프라우디아
  - 델리카
    - 델리카 스페이스 기어
    - 델리카 D:3

  - 랜서 에볼루션
  - 이클립스
  - FTO
  - GTO
  - 톳포 BJ
  - 톳포
  - 파제로

### 주요 주주
- 닛산 자동차: 35%
- 미쓰비시 중공업: 15.55%
- 미쓰비시 상사: 13.66%
- 미쓰비시 도쿄 UFJ은행: 4.46%

## 사건
2000년, 당시 일본 4위의 자동차 메이커인 미쓰비시 자동차가 과거 30년간 소비자 리콜(결함제품의 회수, 시정제도) 정보를 공개하지 않고 불법 은폐해온 사실이 드러났다. 관련된 제품은 당시 확인된 것만 100만 대 이상이다. 소비자 안전을 경시한 은폐 행위에 회사 전체가 조직적으로 관여한 것으로 밝혀졌다. 사건은 일본 운수성에 걸려온 익명의 제보 전화로 표면화됐으며, 운수성은 즉각 미쓰비시에 대한 현장검사를 실시, 직원 라커룸에 숨겨져 있던 대량의 자료 뭉치를 찾아냈다. 소비자 클레임의 접수 내역이 적힌 자료들엔 H라는 마크가 붙어 있었다. 추궁 끝에 운수성은 은폐 암호임을 밝혀냈다. 운수성의 추궁끝에 30년간 묻혀왔던 충격적 사실이 고구마 넝쿨처럼 무더기로 뽑혀 나왔다. 일본 법률엔 제품 결함이 발견돼 제조업체가 리콜을 할 경우 운수성에 보고해 정보를 공개토록 규정돼있다. 그러나 미쓰비시는 공개(운수성 보고) 절차를 생략하고 자동차를 사간 고객들에 개별 연락해 결함을 고쳐주는 비밀 리콜을 30년간 계속해왔다.
고객 클레임 및 리콜 자료는 이중서류를 만들어 전체의 20% 정도만 운수성에 보고했다. 나머지는 H 표시를 붙인뒤 담당자가 대대로 인계해가며 비밀 취급했다. 이렇게 결함정보가 은폐돼온 제품은 승용차에서 버스, 트럭까지 최근 몇 년간 판매 또는 수출된 것만 100만대를 넘는다.
정보 은폐의 이유는 기업 이미지 실추를 우려했기 때문이다. 미쓰비시 측은 결함 제품은 빠짐없이 회수, 시정해온 만큼 소비자 안전엔 지장없다고 설명했다. 그러나 일본 언론은 결함정보를 널리 알려 사고를 미연에 방지하자는 정보공개 원칙이 리콜의 생명이라며 연일 미쓰비시를 비난했다.
실제로 은폐된 결함이 원인으로 작용한 인명사고도 터졌다. 구마모토에서 미쓰비시의 인기 RV(레저용차량)제품 파제로가 브레이크 고장을 일으켜 2명이 부상을 입었다. 브레이크의 구조적 결함이 원인이었으나 회사 측은 이 사실도 숨겨왔다.
미쓰비시 스타일은 1996년 미국 자회사에서 터진 성희롱 사건 때 극명하게 드러났다. 1996년 미국 일리노이에 소재한 현지공장에서 미국인 여직원 약 300명이 직장 내에서 상습적으로 성희롱을 당해 왔다며 집단 고소한 것이다. 이 성희롱 고소사건으로 2억 달러라는 어마어마한 보상금을 요구당해 미국 내 매출이 감소하였으며 2000년 일본에서는 미쓰비시 리콜 은폐 사건이 발각된 불상사 때문에 미쓰비시의 자동차 매상이 감소했다. 미쓰비시는 3,400만 달러(약 380억원)라는 성희롱 소송 사상 최대의 화해금을 물고 사건을 종결지었으나, 회사의 이미지는 치명적인 타격을 입었다.
그 후 1998년엔 경영진이 총회꾼에 불법이익을 제공한 사실이 드러나 또다시 물의를 일으켰다. 성희롱 사건이 종업원을 무시한 결과라면, 총회꾼 사건은 주주 경시를 뜻했다. 그리고 이번 사건으로 미쓰비시는 소비자까지 배반하는 결과가 됐다. 투명성 제고에 인색한 일본식 은폐경영의 극단적 패턴이었다.
2016년 4월 20일에는 자사가 생산하는 eK 왜건과 eK 스페이스, 그리고 이를 닛산 자동차가 공급 받아서 파는 데이즈와 데이즈 룩스 등 4개 차종 62만 5천 여대의 연비 데이터를 조작해 정부에 제출한 사실이 알려져 파문을 일으켰으며, 조사 과정에서 이미 지난 1991년부터 연비를 조작한 사실이 추가로 드러나 후폭풍은 더 거세질 것으로 보인다.

## 같이 보기
- 우라와 레드 다이아몬즈
- 일본의 자동차 산업